# Verva Lechner Racing Team
Verva Lechner Racing Team (dawniej Verva Racing Team) – austriacki, a wcześniej polski zespół Porsche Supercup, założony przez firmę PKN Orlen. W 2014 roku zespół zdobył mistrzostwo w klasyfikacji konstruktorów.

## Wyniki

### Porsche Supercup
| Legenda oznaczeń w tabelach wyników Wyświetl szablon na nowej stronie | Legenda oznaczeń w tabelach wyników Wyświetl szablon na nowej stronie                                                                     |
| Oznaczenie                                                            | Wyjaśnienie |
| --------------------------------------------------------------------- | --- |
| Złoty                                                                 | Zwycięzca lub mistrzostwo |
| Srebrny                                                               | 2. miejsce lub wicemistrzostwo |
| Brązowy                                                               | 3. miejsce lub II wicemistrzostwo |
| Zielony                                                               | Ukończył, punktował (w klasyfikacji generalnej, gdy zdobył co najmniej jeden punkt na przestrzeni sezonu, poza trzema powyższymi opcjami) |
| Niebieski                                                             | Ukończył, nie punktował (w klasyfikacji generalnej, gdy nie zdobył co najmniej jednego punktu na przestrzeni sezonu)                      |
| Czerwony                                                              | Nie zakwalifikował się (NZ) |
| Czerwony                                                              | Nie prekwalifikował się (NPK) |
| Różowy                                                                | Nie ukończył (NU) |
| Różowy                                                                | Niesklasyfikowany (NS) (w klasyfikacji generalnej, gdy nie został sklasyfikowany w żadnym wyścigu sezonu)                                 |
| Czarny                                                                | Zdyskwalifikowany (DK) |
| Czarny                                                                | Wykluczony (WYK/EX) |
| Biały                                                                 | Nie wystartował (NW) |
| Biały                                                                 | Kontuzjowany (K/INJ) |
| Biały                                                                 | Wyścig odwołany (OD/C) |
| Bez koloru                                                            | Został wycofany (WYC/WD) |
| Bez koloru                                                            | Nie przybył (NP/DNA) |
| Bez koloru                                                            | Nie brał udziału w treningach (NT/DNP) |
| Bez koloru                                                            | Nie został zgłoszony (–) |
| Pogrubienie                                                           | Start z pole position |
| Kursywa                                                               | Najszybsze okrążenie wyścigu |
| †                                                                     | Nie ukończył, ale jego rezultat został zaliczony ze względu na przejechanie więcej niż 90% dystansu wyścigu.                              |
| *                                                                     | Sezon w trakcie |
| 1/2/3                                                                 | Punktowana pozycja w sprincie |
| Lista systemów punktacji Formuły 1                                    | |

| Sezon | Kierowcy               | Wyniki w poszczególnych eliminacjach | Wyniki w poszczególnych eliminacjach | Wyniki w poszczególnych eliminacjach | Wyniki w poszczególnych eliminacjach | Wyniki w poszczególnych eliminacjach | Wyniki w poszczególnych eliminacjach | Wyniki w poszczególnych eliminacjach | Wyniki w poszczególnych eliminacjach | Wyniki w poszczególnych eliminacjach | Wyniki w poszczególnych eliminacjach | Wyniki w poszczególnych eliminacjach | Wyniki kierowców | Wyniki kierowców | Wyniki zespołu | Wyniki zespołu |
| Sezon | Kierowcy               | BHR1                                 | BHR2                                 | ESP                                  | MCO                                  | VAL                                  | GBR                                  | DEU                                  | HUN                                  | BEL                                  | ITA                                  |                                      | Punkty           | Pozycja          | Punkty         | Pozycja        |
| ----- | ---------------------- | ------------------------------------ | ------------------------------------ | ------------------------------------ | ------------------------------------ | ------------------------------------ | ------------------------------------ | ------------------------------------ | ------------------------------------ | ------------------------------------ | ------------------------------------ | ------------------------------------ | ---------------- | ---------------- | -------------- | -------------- |
| 2010  | Kuba Giermaziak        | 12                                   | 14                                   | DK                                   | 13                                   | 14                                   | 5                                    | 15                                   | 6                                    | 7                                    | 10                                   |                                      | 54               | 10               | 83             | 8              |
| 2010  | Robert Lukas           | 10                                   | 20                                   | 10                                   | 17                                   | 16                                   | 11                                   | DK                                   | 11                                   | 15                                   | NU                                   |                                      | 27               | 17               | 83             | 8              |
| Sezon | Kierowcy               | TUR                                  | ESP                                  | MCO                                  | DEU1                                 | GBR                                  | DEU2                                 | HUN                                  | BEL                                  | ITA                                  | ARE1                                 | ARE2                                 | Punkty           | Pozycja          | Punkty         | Pozycja        |
| 2011  | Štefan Rosina          | 10                                   | 6                                    | NU                                   | 8                                    | 7                                    | 5                                    | 7                                    | 10                                   | 7                                    | 8                                    | 13                                   | 83               | 9                | 219            | 4              |
| 2011  | Kuba Giermaziak        | 7                                    | 3                                    | 5                                    | 12                                   | 8                                    | 2                                    | 1                                    | 1                                    | 5                                    | 10                                   | 6                                    | 140              | 3                | 219            | 4              |
| Sezon | Kierowcy               | BHR1                                 | BHR2                                 | MCO                                  | VAL                                  | GBR                                  | DEU                                  | HUN1                                 | HUN2                                 | BEL                                  | ITA                                  |                                      | Punkty           | Pozycja          | Punkty         | Pozycja        |
| 2012  | Kuba Giermaziak        | 8                                    | 5                                    | 7                                    | 10                                   | 4                                    | NU                                   | 9                                    | 3                                    | 7                                    | 4                                    |                                      | 99               | 7                | 164            | 5              |
| 2012  | Patryk Szczerbiński    | 10                                   | 10                                   | 14                                   | 13                                   | 5                                    | 6                                    | 12                                   | 13                                   | 9                                    | 10                                   |                                      | 66               | 10               | 164            | 5              |
| Sezon | Kierowcy               | ESP                                  | MON                                  | GBR                                  | DEU                                  | HUN                                  | BEL                                  | ITA                                  | ARE1                                 | ARE2                                 |                                      |                                      | Punkty           | Pozycja          | Punkty         | Pozycja        |
| 2013  | Kuba Giermaziak        | 4                                    | 2                                    | 5                                    | NU                                   | 3                                    | 11                                   | 6                                    | 3                                    | 6                                    |                                      |                                      | 105              | 5                | 125            | 5              |
| 2013  | Patryk Szczerbiński    | 15                                   | 14                                   | 10                                   | NU                                   | 6                                    | NU                                   | 19                                   | 18                                   | 15                                   |                                      |                                      | 24               | 16               | 125            | 5              |
| Sezon | Kierowcy               | ESP                                  | MON                                  | AUT                                  | GBR                                  | DEU                                  | HUN                                  | BEL                                  | ITA                                  | USA1                                 | USA2                                 |                                      | Punkty           | Pozycja          | Punkty         | Pozycja        |
| 2014  | Kuba Giermaziak        | 8                                    | 1                                    | 1                                    | 2                                    | 6                                    | 1                                    | 8                                    | 4                                    | 11                                   | 7                                    |                                      | 132              | 2                | 244            | 1              |
| 2014  | Ben Barker             | 3                                    | 5                                    | 8                                    | 9                                    | 10                                   | 8                                    | 7                                    | 9                                    | 7                                    | 4                                    |                                      | 96               | 6                | 244            | 1              |
| 2014  | Sebastiaan Bleekemolen | –                                    | 18                                   | –                                    | –                                    | –                                    | –                                    | –                                    | –                                    | –                                    | –                                    |                                      | 0                | NS               | 244            | 1              |
| 2014  | Andreas Mayerl         | –                                    | –                                    | 19                                   | –                                    | –                                    | –                                    | –                                    | –                                    | –                                    | –                                    |                                      | 0                | NS               | 244            | 1              |
| Sezon | Kierowcy               | ESP                                  | MON                                  | AUT                                  | GBR                                  | HUN                                  | BEL1                                 | BEL2                                 | ITA1                                 | ITA2                                 | USA2                                 |                                      | Punkty           | Pozycja          | Punkty         | Pozycja        |
| 2015  | Kuba Giermaziak        | 2                                    | 9                                    | 12                                   | 11                                   | 4                                    | 9                                    | 14                                   | NU                                   | 14                                   | NU                                   |                                      | 63               | 11               | 129            | 6              |
| 2015  | Connor De Phillippi    | 11                                   | 7                                    | 4                                    | 14                                   | 13                                   | 18                                   | 9                                    | 7                                    | 12                                   | 5                                    |                                      | 63               | 12               | 129            | 6              |
| 2015  | Michael Avenatti       | 25                                   | NW                                   | –                                    | –                                    | –                                    | –                                    | –                                    | –                                    | –                                    | –                                    |                                      | 0                | 30               | 129            | 6              |
| 2015  | Maximilian Werndl      | 15                                   | 18                                   | –                                    | –                                    | –                                    | –                                    | –                                    | 24                                   | –                                    | –                                    |                                      | 0†               | NS†              | 129            | 6              |
| 2015  | Ryan Cullen            | –                                    | –                                    | –                                    | NU                                   | NU                                   | 19                                   | 12                                   | 20                                   | 22                                   | 15                                   |                                      | 10               | 18               | 129            | 6              |

† – Werndl nie był zaliczany do klasyfikacji.